# Södertäljeleden

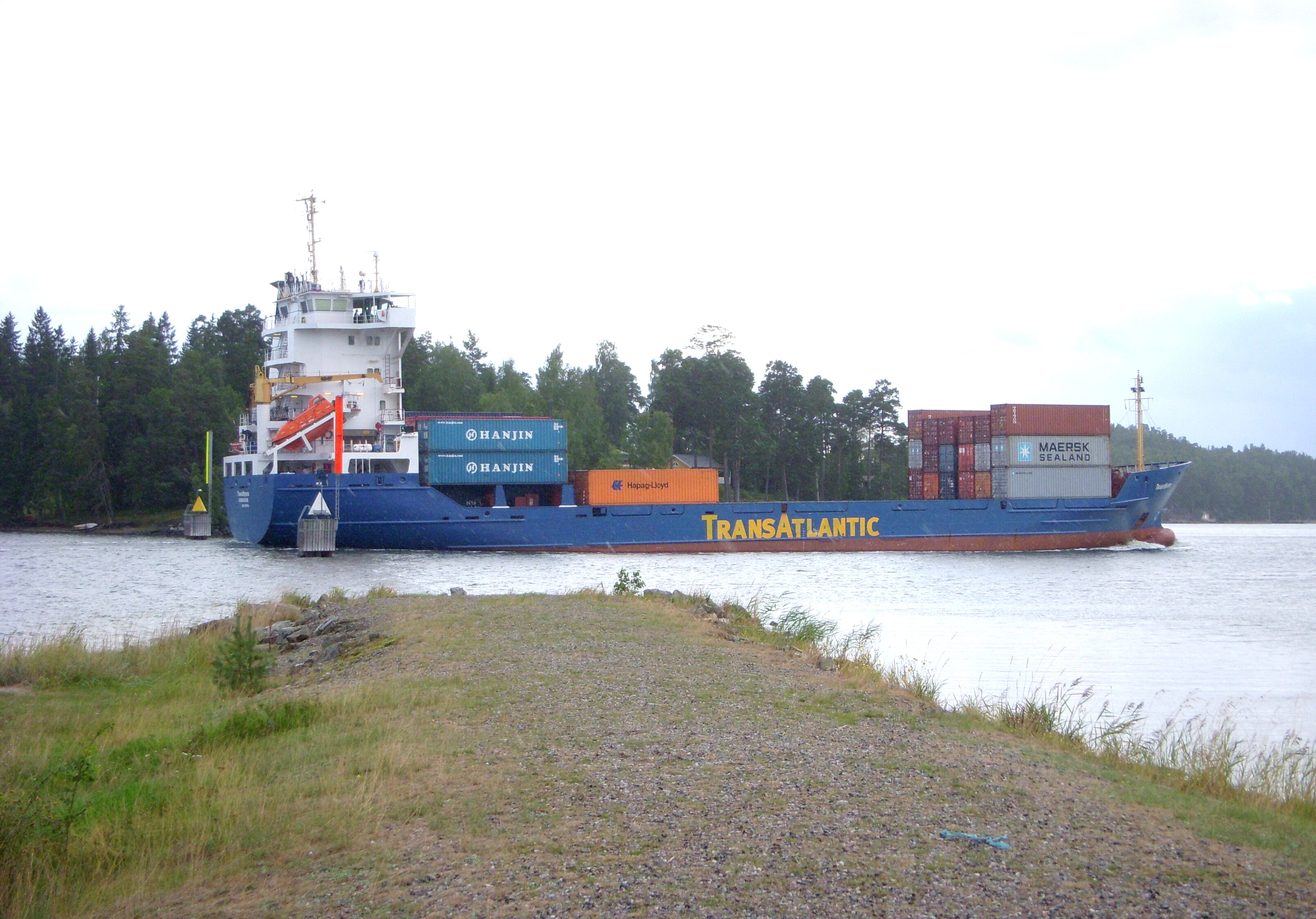
Ett containerfartyg passerar Södertäljeledens smalaste sund, Brandalsund.

Södertäljeleden är en farled som sträcker sig från Landsort till Södertälje. 
Södertäljeleden börjar vid fyren Landsort och sträcker sig sedan över Krabbfjärden och Svärdsfjärden, förbi öarna Fifång och Mörkö, genom Skanssundet och vidare över Himmerfjärden och Näslandsfjärden samt Järnafjärden in i den smala Hallsfjärden till Södertälje hamn. Därifrån fortsätter farleden under Igelstabron och fram till Södertälje kanals mynning.
Leddjupet in till Igelstaviken är 8,2 meter och fri höjd är 39,9 meter. 